# Vaivara (obec)
Obec Vaivara (estonsky Vaivara vald) je bývalá samosprávná jednotka estonského kraje Ida-Virumaa. V roce 2017 byla obec zrušena, obce přešly pod statutární město Narva-Jõesuu.

## Osídlení
Na území zrušené obce žijí necelé dva tisíce obyvatel, z toho přibližně polovina ve dvou městečkách (Sinimäe a Olgina) a zbytek v osmnácti vesnicích (Arumäe, Auvere, Hiiemetsa, Hundinurga, Laagna, Kudruküla, Meriküla, Mustanina, Peeterristi, Perjatsi, Pimestiku, Puhkova, Soldina, Sõtke, Tõrvajõe, Udria, Vaivara a Vodava). Správním centrem obce bylo městečko Sinimäe.
Na území obce se nachází též množství opuštěných sídel. Dílem se jedná o vesnice zničené během bojů v roce 1944, dílem o vesnice zaplavené vzdutím Narevské přehrady v roce 1955, celkem o 33 zaniklých vesnic: Auga, Hoovi, Härmamäe, Jaama, Joala, Kannuka, Kirjkuküla, Krivasoo, Kulgu, Kärekonna, Lapiotsa, Metsküla, Mudajõe, Mustajõe, Mõisaküla, Müdiküla, Orujõe, Põlendiku, Pähklimäe, Reidepõllu, Riigiküla, Udria ridaküla, Uhekonna, Saarevälja, Sininõmme, Sirgala, Sooküla, Sundja, Tuleviku, Tuulukse, Vanaküla, Vepsküla a Viivikonna.